# Priozersk (ort i Kazakstan)
Priozersk (ryska: Приозерск) är en ort i Kazakstan. Den ligger i den centrala delen av landet, 600 km söder om huvudstaden Astana. Priozersk ligger 358 meter över havet och antalet invånare är 13 457.
Terrängen runt Priozersk är mycket platt.  Trakten runt Priozersk är nära nog obefolkad, med mindre än två invånare per kvadratkilometer. Priozersk är det största samhället i trakten. 